# Bárðarbunga
Le Bárðarbunga (prononcé [ˈpaurðarpuŋka] ), toponyme islandais signifiant littéralement en français « bosse de Bárður », aussi appelé Bárðarbunga-Veiðivötn du nom d'une fissure volcanique associée au volcan central, est un volcan d'Islande situé sous le Vatnajökull, la plus grande calotte glaciaire du pays. Second plus haut volcan d'Islande, il est voisin du Grímsvötn, un autre volcan sous-glaciaire connu pour ses jökulhlaups.

## Géographie

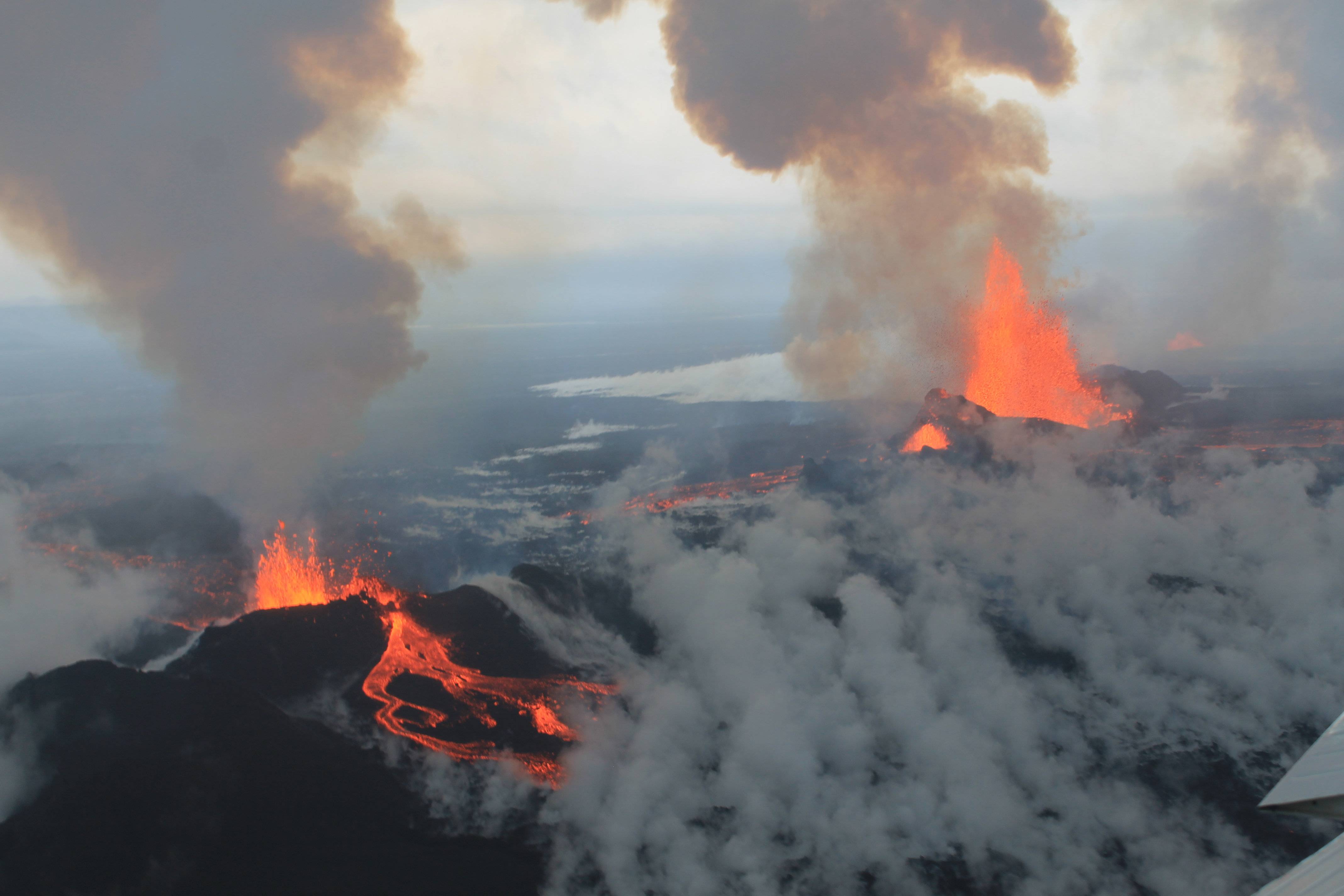
Vue aérienne du Bárðarbunga le 4 septembre 2014, lors de son éruption : le long de la fissure se sont édifiés plusieurs petits cônes d'où jaillissent des fontaines de lave donnant naissance à des coulées.

Le Bárðarbunga est situé dans le centre de l'Islande, sous le Nord-Ouest du Vatnajökull, la plus grande calotte glaciaire du pays,. Administrativement, il est situé à l'extrême sud de la municipalité de Þingeyjarsveit de la région de Norðurland eystra, non loin de la région de Suðurland située au sud-ouest.
Ce système volcanique mesure 190 kilomètres de longueur pour 28 kilomètres de largeur en moyenne soit 2 500 km2 de superficie. Il est constitué de deux stratovolcans, le Bárðarbunga stricto sensu entièrement recouvert par les glaces et couronné par une caldeira sommitale de 700 mètres de profondeur, et l'Hamarinn situé au sud-ouest du Bárðarbunga et dont le sommet dépasse du glacier. De ces deux stratovolcans s'étirent des ensembles de fissures volcaniques dont les extrémités émergent de la calotte glaciaire : celles de Veiðivötn et Trollagígar depuis le Bárðarbunga respectivement sur cent kilomètres vers le sud-ouest et sur cinquante kilomètres vers le nord-est et celles de Loki et Fögrufjöll depuis l'Hamarinn orientées respectivement vers le nord-est et vers le sud-ouest. Le Bárðarbunga culmine à 2 000,, 2 009 ou 2 010 mètres d'altitude, ce qui en fait le second plus haut volcan d'Islande. Le volcan est situé directement à l'aplomb du panache volcanique du point chaud d'Islande,.

## Histoire

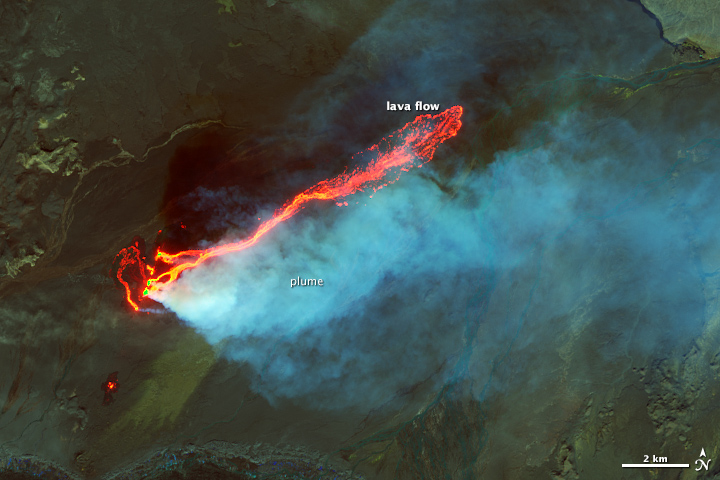
Image satellite en fausses couleurs de l'Holuhraun le 6 septembre 2014 montrant les fontaines et la coulée de lave.

Les éruptions du Bárðarbunga se manifestent généralement par des coulées, parfois accompagnées de lacs de lave, avec un indice d'explosivité volcanique inférieur à 3. Les fissures volcaniques de Veiðivötn sont responsables vers 4650 av. J.-C. de la plus grande émission de lave de l'Holocène avec un volume de 25 à 21 km3,. Beaucoup de ses éruptions sont sous-glaciaires mais certaines sont cependant accompagnées d'explosions. C'est le cas de celle de 870, avec un indice d'explosivité volcanique de 4, durant laquelle des explosions phréatomagmatique ont produit des nuées ardentes. Celle de 1477 avec un indice d'explosivité volcanique de 6 s'est manifestée de la même manière avec notamment un important dépôt de téphras issus du Veiðivötn, mais a occasionné des dégâts. Certaines de ces éruptions sont datées par téphrochronologie ou par les carottes de glace, d'autres ont été observées par les Islandais comme celle de 1159 mais surtout à partir de 1477. La dernière éruption connue avec certitude est celle du 18 juin à octobre 1910, les dix suivantes entre 1986 et août 2008 n'étant pas confirmées.
Début 2011, des scientifiques islandais et des médias s'alarment du risque que fait courir une possible éruption du Bárðarbunga, ce volcan étant considéré comme beaucoup plus puissant que l'Eyjafjöll qui a entraîné des perturbations du trafic aérien sans précédent en avril 2010,,. Cette inquiétude survient après la détection début février d'une augmentation de l'activité sismique sous le nord-ouest du Vatnajökull avec une hausse du nombre de secousses et l'augmentation de leur intensité, la plus puissante atteignant une magnitude de 3,4. En outre, le réseau de sismographes dans ce secteur de l'Islande est jugé insuffisant pour permettre une analyse complète et fiable de la sismologie du Bárðarbunga, ce qui permettrait de détecter une potentielle éruption,,. Bien que les hypocentres de ces séismes se trouvent éloignés de la surface, ces scientifiques du département de géologie de l'université d'Islande s'attendent à une éruption sous le Vatnajökull avant la fin de l'année 2011, cette activité sismique étant liée au remplissage de la chambre magmatique,. Finalement, cette éruption attendue se déroule au Grímsvötn du 21 au 28 mai.
Dans la journée du 16 août 2014, une série d'environ un millier de séismes remet le volcan sous surveillance,. Ces séismes, révélateurs de mouvements dans la chambre magmatique, induisent un risque important d'éruption nécessitant une surveillance renforcée et la fermeture des zones naturelles environnantes,. Le début de l'éruption (en) est confirmé le 29 août 2014 par l'ouverture d'une fissure dans le Holuhraun, au nord du Dyngjujökull,, avec émission de panaches de fumée et d'une intense lumière. Dès les premières heures de la journée, l'Institut météorologique islandais, chargé de la surveillance de l'activité volcanique, a élevé le niveau d'alerte au niveau maximal (rouge) avant de le baisser à 13 h 0 à orange. Rapidement, de petits cônes de scories s'édifient autour des fontaines de lave, le long de la fissure ; le principal d'entre eux est appelé Baugur. La coulée de lave qui se forme à partir de ces fontaines se dirige vers le nord-est en longeant la rive gauche de la Jökulsá á Fjöllum. Continuant sa progression, elle se jette dans le lit du fleuve à partir du 7 septembre et force le cours d'eau à réduire sa largeur et à se déplacer vers l'est ; de nombreux petits panaches de vapeur d'eau nés de la vaporisation de l'eau de la Jökulsá á Fjöllum au contact de la lave s'élèvent au-dessus du front de la coulée. L'éruption se termine le 27 février 2015 ; le volume de 1,4 km3 de lave s'étend sur 85 km2 de superficie pour une épaisseur moyenne de 14 mètres et maximale d'environ 40 mètres, le cratère principal s'élevant plus haut que l'Hallgrímskirkja, l'église la plus connue du pays de 75 mètres de hauteur.

### Filmographie
- Volcan Bardarbunga : le réveil d'un géant, documentaire diffusé le 5 novembre 2015 sur RMC Découverte.